# Universität Craiova

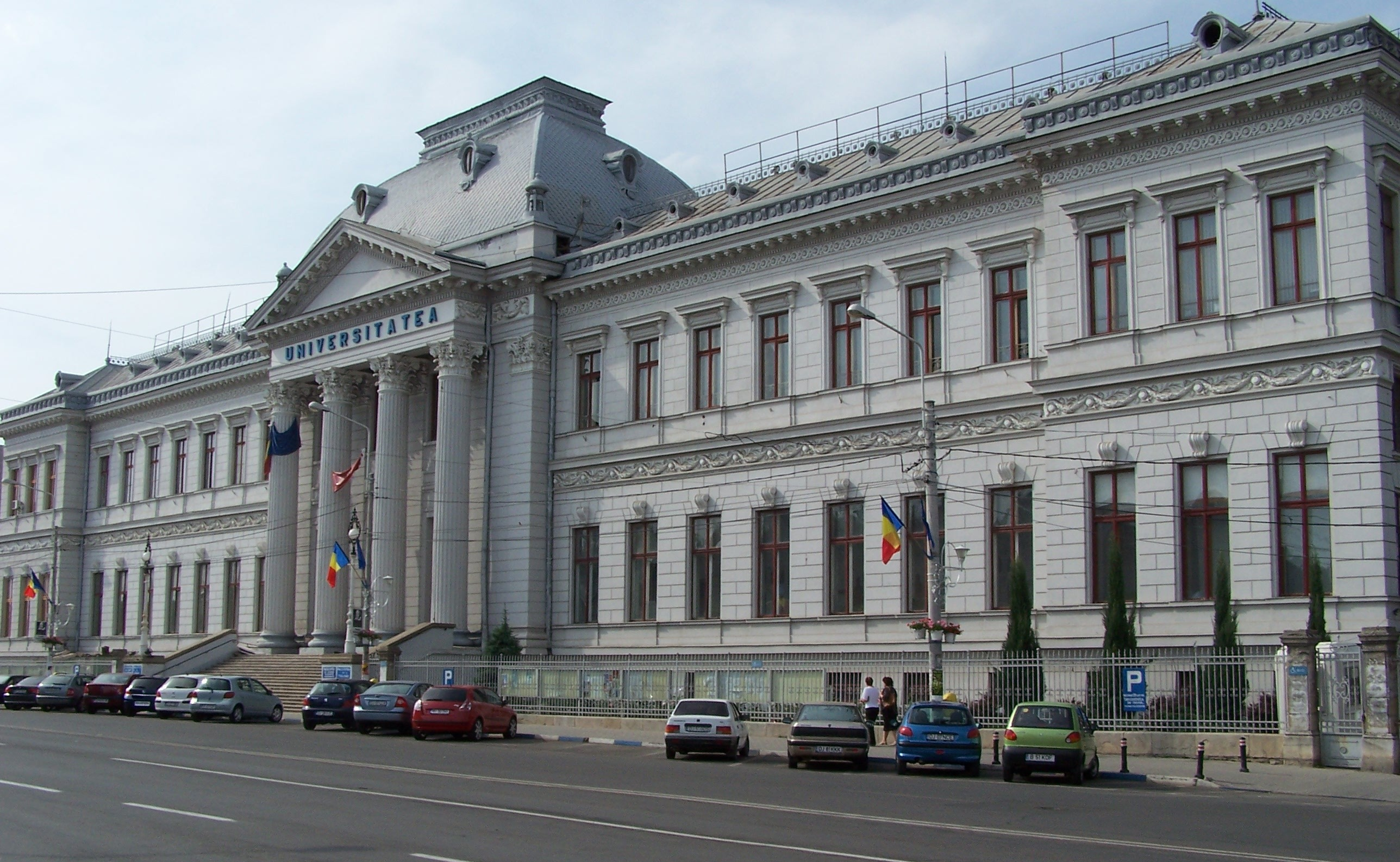

Die Universität Craiova (rumänisch: Universitatea din Craiova) ist eine staatliche Universität in der rumänischen Stadt Craiova mit 25.000 Studenten und rund 2.000 wissenschaftlichen Angestellten.
Die Gründung erfolgte 1966 gegründet. Sie ist im 1890 im neoklassizistischen Stil erbauten ehemaligen Justizpalast der Stadt untergebracht und umfasst 16 Fakultäten. Zeitweise war die Universität durch den Fußballverein CS Universitatea Craiova international bekannt. Rektor ist Ionuț Spînu.

## Bekannte Studenten
- Sever Burada (1896–1968), rumänischer Maler des Postimpressionismus